# كين غرينغراس
كين غرينغراس (بالإنجليزية: Ken Greengrass)‏ هو منتج تلفزيوني أمريكي، ولد في 22 يونيو 1926 في ذا برونكس في الولايات المتحدة، وتوفي في 10 أبريل 2014 في نيويورك في الولايات المتحدة.

## وصلات خارجية
- كين غرينغراس على موقع IMDb (الإنجليزية)
- كين غرينغراس على موقع قاعدة بيانات الفيلم (الإنجليزية)